# Plator bowo
Plator bowo is een spinnensoort uit de familie Trochanteriidae. De soort komt voor in China.